# Бин, Тарлтон Хоффман
Та́рлтон Хо́ффман Бин (англ. Tarleton Hoffman Bean; 1846—1916) — американский ихтиолог.

## Биография
Тарлтон Хоффман Бин родился в семье Джорджа Бина и Мэри Смит Бин 8 октября 1846 года в Бейнбридже. Он ходил в государственную школу вблизи Миллерспорта, а после окончания учёбы в 1866 году несколько лет работал там преподавателем. В 1874 году он работал в Службе охраны рыболовства и диких животных США на побережье Коннектикута. В том же году он начал изучение медицины в Колумбийском колледже, который он успешно закончил в 1876 году. Тем не менее, он не стал работать врачом. Его страстью были естественные науки.
В 1877 году он получил должность ассистента в отделе ихтиологии Смитсоновского института, а в 1879 году он стал первым куратором отделения рыб. В 1883 году он окончил учёбу в университете Индианы и получил степень магистра наук. С 1895 по 1898 годы он руководил аквариумом в Нью-Йорке.
Во время своих полевых исследований для Службы охраны рыболовства и диких животных США им были обнаружены и описаны многочисленные новые виды рыб. Вместе со своим коллегой Джорджем Брауном Гудом он опубликовал несколько научных работ, в том числе «Oceanic Ichthyology» (1896).

## Почести
Роза и Карл Айгенман назвали в честь Тарлтона Бина в 1890 году род рыб семейства миктофовых (Myctophidae) — тарлетонбинии (Tarletonbeania).
Следующие виды также названы в честь учёного:
| - Ammocrypta beanii Jordan, 1877 - Atherinella beani Meek & Hildebrand 1923 - Cichlasoma beani Jordan, 1889 - Ctenolucius beani Fowler, 1907 - Ophidion beani Jordan & Gilbert, 1883. | - Plectromus beanii - Poecilopsetta beanii Goode, 1881 - Prionotus beanii Goode, 1896 - Scopelogadus beanii Günther, 1887 - Serrivomer beanii Gill & Ryder, 1883 |

## Публикации
- Oceanic Ichthyology (1896; вместе с Дж. Гудом)
- Catalogue of the Fishes of Long Island (1901)
- Food and Game Fishes of New York (1902)
- Catalogue of the Fishes of New York (1903)